# Løjenkær
Løjenkær ist ein Dorf in der Kommune Aarhus, Dänemark, mit rund 60 Einwohnern (2015).
Es ist der Geburtsort des KZ-Arztes und Justiz und NS-Verbrechers Carl Værnet.